# Dendrocopos minor
Dendrocopos minor là một loài chim trong họ Picidae.

## Hình ảnh

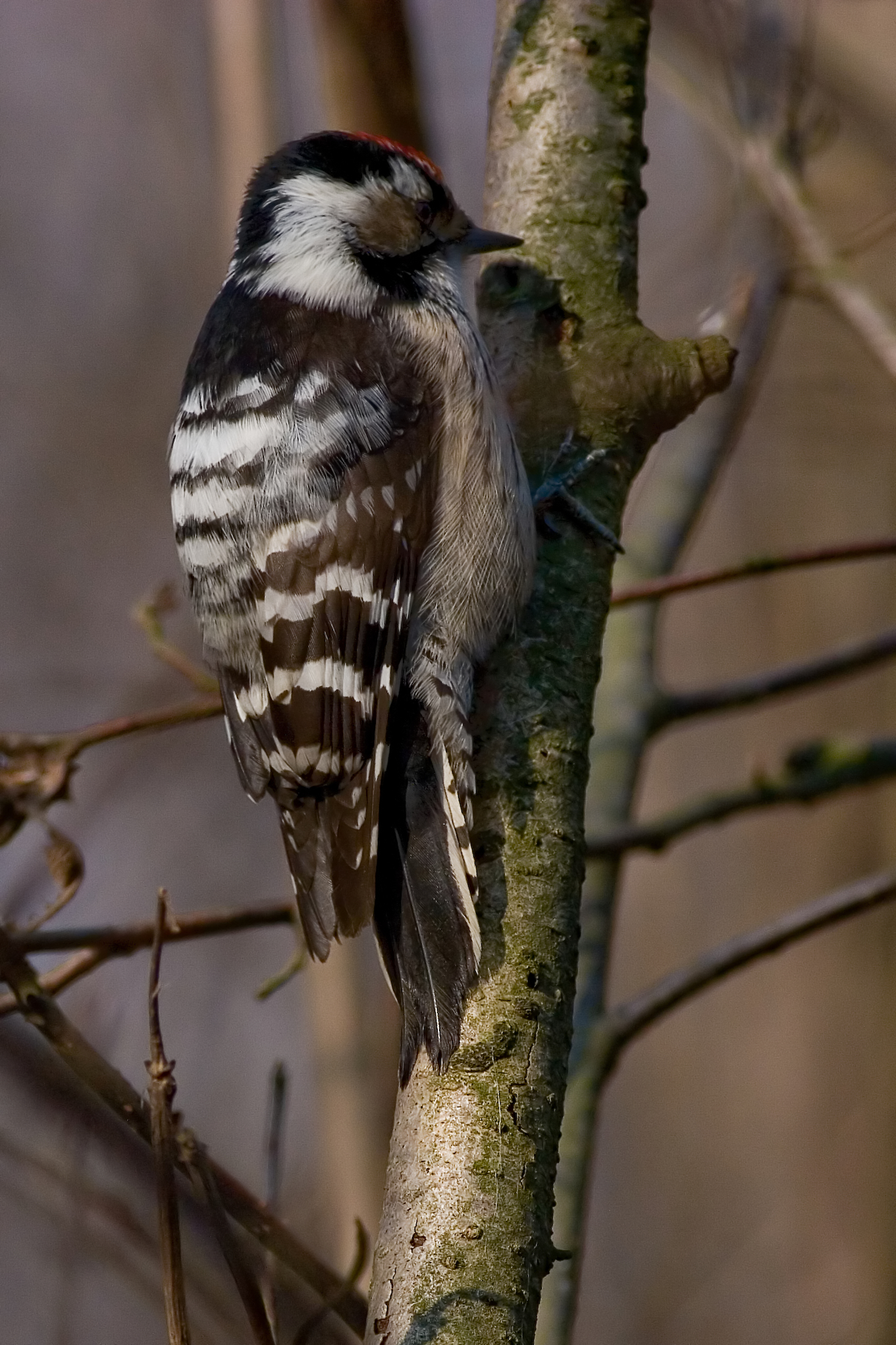
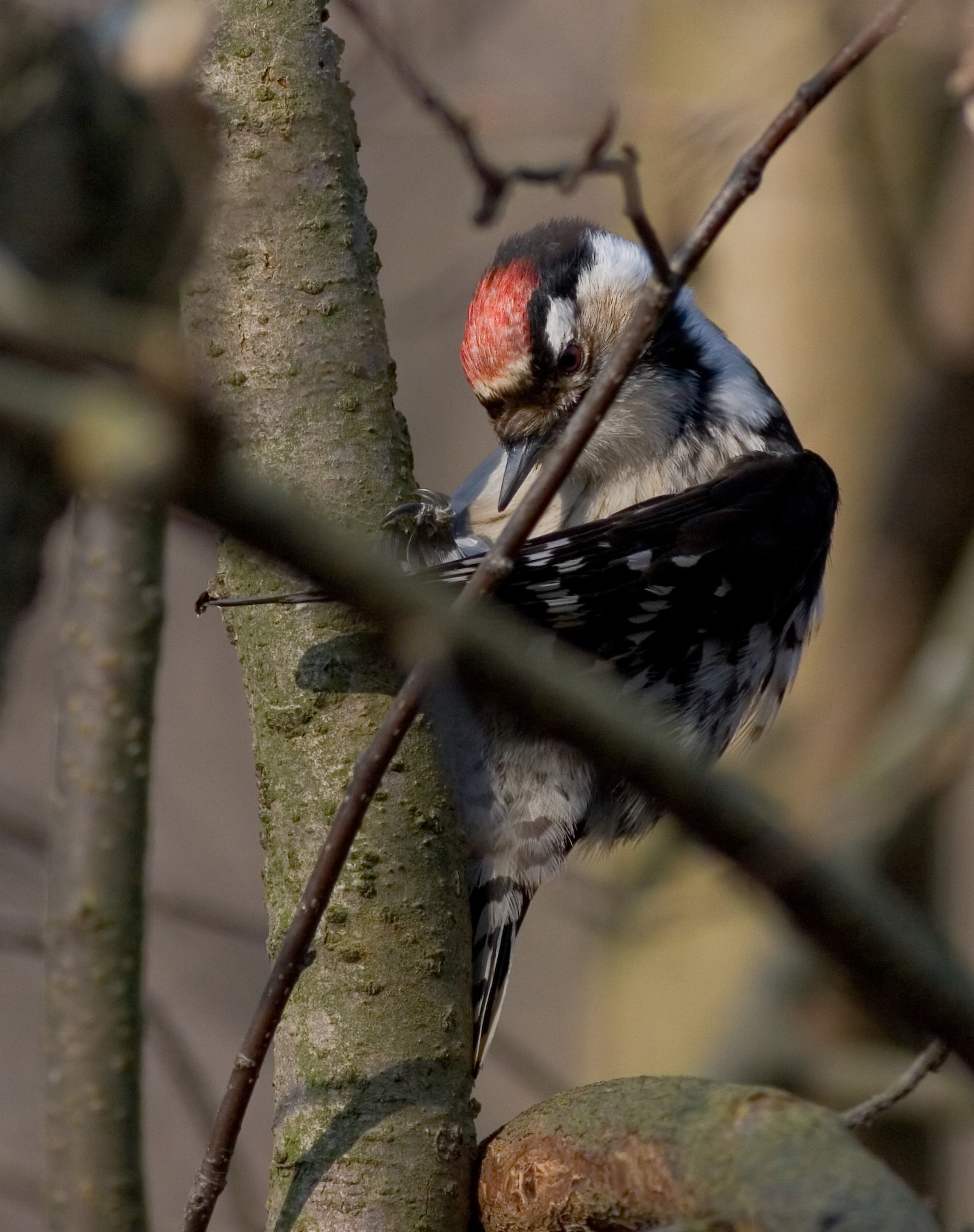
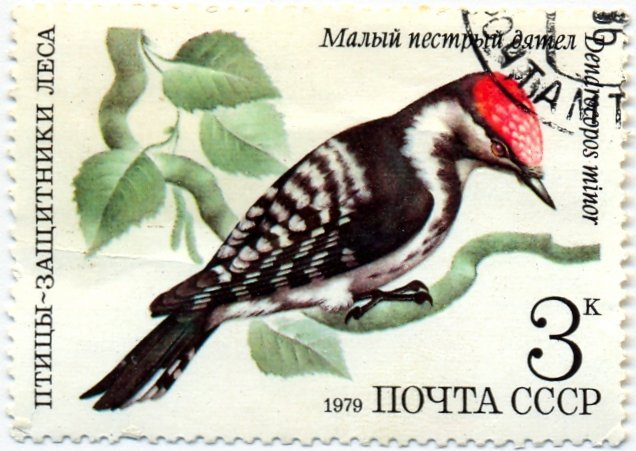
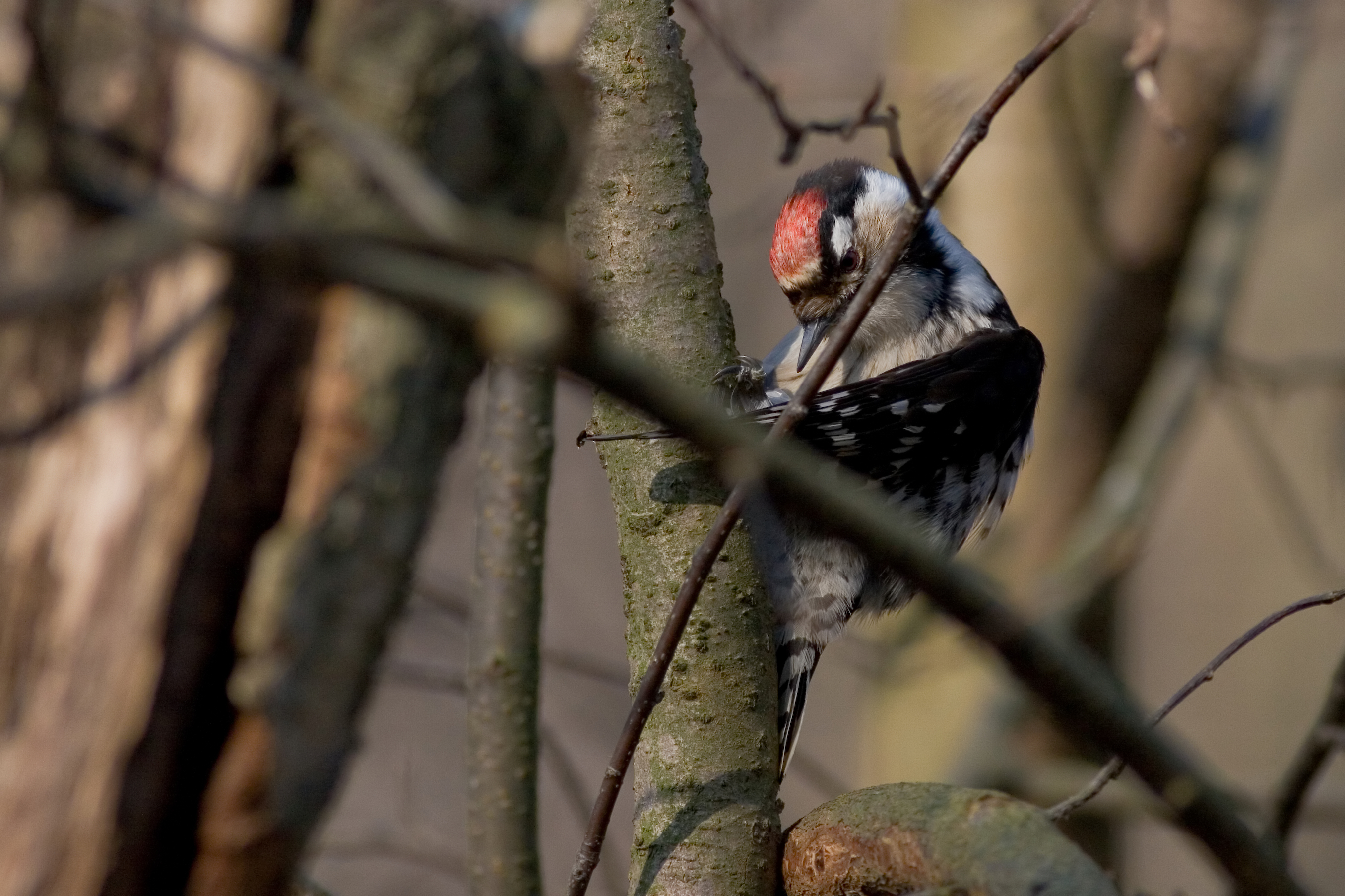
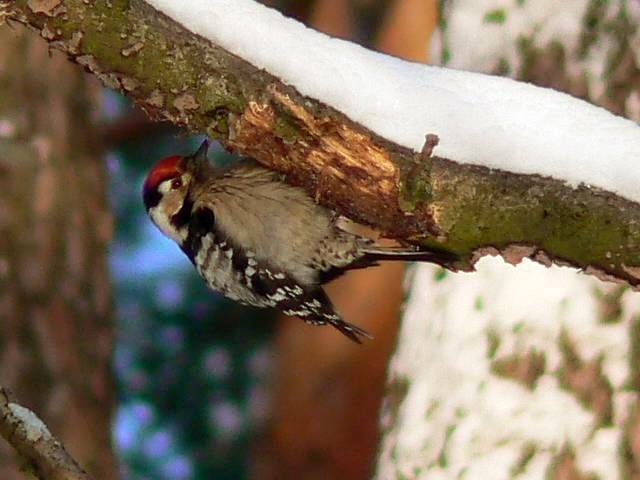